# Векторный бозон
Векторный бозон — бозон со спином, равным одной единице {\displaystyle \hbar } (постоянная Планка, деленная на {\displaystyle 2\pi }). В физике элементарных частиц векторными бозонами, которые считаются фундаментальными частицами, являются все калибровочные бозоны. Самый хорошо известный векторный бозон — фотон или квант света, который является калибровочным бозоном.
Также существуют векторные бозоны, являющиеся составными частицами, — такие, как векторные мезоны, состоящие из кварка и антикварка с общим спином в одну единицу.
Название «векторный бозон» происходит из квантовой теории поля. Компоненты спина такой частицы вдоль любой оси всегда принимают одно из трех значений: {\displaystyle +\hbar }, 0 или {\displaystyle -\hbar } (это верно, по крайней мере, для массивных векторных бозонов; по причинам, выходящим за рамки данной статьи, ситуация для безмассовых частиц, таких, как фотон, немного отличается). Следовательно, пространство спиновых состояний имеет три степени свободы, столько же, сколько компонент у математического вектора в трехмерном пространстве. Квантовые суперпозиции этих состояний могут трансформироваться при вращениях так же, как и пространственные компоненты вращающегося вектора. Если векторный бозон рассматривается как квант поля, то поле становится векторным полем.